# Doubleday (Verlag)
Doubleday gilt als eines der größten Verlagshäuser der Welt. Seine Geschichte wurde ein Jahrhundert lang von der Familie Doubleday geprägt, bis es 1986 von der Bertelsmann AG übernommen wurde.

## Geschichte
Gegründet wurde der Verlag 1897 von Frank Nelson Doubleday und Samuel McClure als Doubleday & McClure Company. Bob, Son of Battle von Alfred Olivant war das erste, 1898 veröffentlichte Buch, dem im selben Jahr Rudyard Kiplings The Day’s Work und 1899 McTeague von Frank Norris folgten. 
Doubleday hatte Kipling am 30. November 1895 erstmals besucht; während Doubleday und McClure bald getrennte Wege gingen, blieb Kipling, einer der meistgelesenen englischsprachigen Autoren seiner Zeit, dem Verlagshaus erhalten. The Day’s Work war der erste große Erfolg des Hauses. 
Während die Zusammenarbeit mit McClure mit 31. Dezember 1899 wieder gelöst wurde, sollte mit 1. Januar 1900 der Zusammenschluss mit Walter Hines Page, einem Sozialreformer  und Herausgeber von The Atlantic Monthly zur Bildung des neuen Verlags Doubleday, Page and Company und zu einem anhaltenden Erfolg führen. Neben Rudyard Kipling und Frank Norris wurden die Arbeiten von Joseph Conrad, Arthur Conan Doyle, Edna Ferber, Joel Chandler Harris, O. Henry, T. E. Lawrence, Sinclair Lewis, Gene Stratton-Porter, Booth Tarkington und Kate Douglas Wiggin veröffentlicht.
1921 erwarb Doubleday die Kontrolle an William Heinemann, einem britischen Verlagshaus, 1927 die George H. Doran Company, sodass der Verlag in Doubleday, Doran and Company umbenannt wurde – und zu diesem Zeitpunkt damit das größte Verlagshaus der englischsprachigen Welt war. Ab 1946 nannte sich die Firma Doubleday and Company.
1980 kaufte die Firma unter ihrem Präsidenten Nelson Doubleday, Jr., dem Enkel des Verlagsgründers, die New York Mets für 21,1 Millionen US-Dollar; 1986 kauften Doubleday Jr. und Fred Wilpon dem Verlagshaus die Mets für 100 Millionen US-Dollar, damals einen Rekordpreis, wieder ab. 1986 verkaufte Nelson Doubleday Jr. das Verlagshaus für kolportierte 500 Millionen US-Dollar an die Bertelsmann AG und seine Anteile an den Mets 2002 an Wilpon.
Seit 2013 gehört Doubleday zu Penguin Random House.